# Untitled, 2014
«Untitled, 2014» (кор. 무제 Muje) — песня, записанная южнокорейским певцом и рэпером G-Dragon, являющаяся ведущим синглом для его второго мини-альбома Kwon Ji Yong (2017). Она была написана G-Dragon, который также был сопродюсером песни с Choice37 и Сунво Чон А. «Untitled, 2014» возглавила южнокорейский цифровой чарт Gaon, где в 2017 году она стала одной из лучших песен.

## Фон и композиция
G-Dragon много гастролировал с 2015 по 2016 год со своей группой Big Bang для продвижения своего третьего корейского альбома Made (2016). После того, как рекламная деятельность завершилась, G-Dragon начал готовиться к своему возвращению, поскольку с момента его последнего сольного релиза прошло почти четыре года. Сингл «Bullshit» должен был стать ведущим синглом, предшествующим выпуску его второго одноименного мини-альбома. Тем не менее, после разногласий с участием его товарища по группе, T.O.P, G-Dragon вместо этого начал работу над «Untitled, 2014» на радио. Хотя он в первую очередь рэпер, в «Untitled, 2014» G-Dragon поет только под «одиночный аккомпанемент фортепиано». Песня была написана в обычном такте в тональности ми мажор в умеренном темпе 80 ударов в минуту.
Описанный Billboard как «вызывающая воспоминания простая фортепианная баллада», этот сингл, как говорят, демонстрирует G-Dragon в его «наибольшей уязвимости». Hype Beast называет её «душераздирающей балладой». Джефф Бенджамин из Fuse сравнивает эту песню с песней Адель «Someone like You» за её простоту. С лирической точки зрения сингл представляет собой «письмо бывшей любви», в котором G-Dragon «извиняется за свои прошлые действия, просит прощения и шанса снова увидеть свою бывшую, даже если это всего лишь ещё раз или во сне».

## Критика
Тейлор Глэсби из Dazed назвала песню «красивой», «эмоционально заряженной» и «необузданной эмоцией, которая трескается по краям», и написал, что, хотя G-Dragon «явно любит создавать зрелище, когда дело доходит до его музыки», он «ничего не теряет, когда его этого лишают». Тамар Херман из Billboard отметила, что «Untitled, 2014» «представляет собой самую простую и самую честную версию» самого себя, которую артист «когда-либо выдвигал». Эрика Рассел с веб-сайта PopCrush подчеркнула, что его «нежный, но мощный вокал мерцает на редкой балладе». В положительном обзоре Дуглас Марковиц из Miami New Times заявил, что «спустя годы в игре все, что нужно этой мегазвезде, чтобы парить над конкурентами, — это фортепиано и вокал».

## Коммерческий приём
«Untitled, 2014» дебютировал на вершине южнокорейских музыкальных чартов, с того момента, как Министерство культуры, спорта и туризма изменило правила чартов в феврале того года, раньше этого добилась только IU. Позже на той же неделе сингл достиг «идеального результата (perfect all-kill)», возглавив все основные музыкальные чарты одновременно, а также заняв первое место в ежедневных и еженедельных чартах.
Несмотря на то, что сингл был выпущен всего за три дня до окончания недели отслеживания, «Untitled, 2014» дебютировал под номером один в чартах Gaon Digital, и Download с тиражом 218 500 копий. В потоковом чарте трек дебютировал под номером 10 с более чем 4 миллионами прослушиваний. На второй неделе сингл опустился на второе место в цифровом чарте, но поднялся на первую позицию в Streaming с 7 406 802 аудиопотоками. Кроме того, «Untitled, 2014» возглавлял чарт Gaon BGM три недели подряд. В июне (2017) «Untitled, 2014» возглавил месячные чарты Gaon Digital, BGM и Download с 555 587 проданными копиями.
К концу 2017 года «Untitled, 2014» заняла 16-е место среди лучших песен года в его родной стране с 1476 миллионами дистрибуций и более 74 миллионами прослушиваний в Южной Корее.

## Клип
8 июня 2017 года YG Entertainment выпустили видеоклип «Untitled, 2014», в котором поет сам G-Dragon. Клип изначально планировалось снять за 2 дня с использованием разных декораций и разных кадров. Однако он был снят с одного дубля, а съемки были закончены менее чем за час.
Музыкальное видео набрало более 1 миллиона просмотров всего за 4 часа после выпуска, а за 24 часа набрало более 5,6 миллиона просмотров на YouTube. 10 августа 2019 года музыкальное видео превысило 100 миллионов просмотров на YouTube. По состоянию на декабрь 2022 года оно имеет 138 млн просмотров на YouTube.

## Награды
| Год  | Огранизация             | Награда           | Итог   | Прим.  |
| ---- | ----------------------- | ----------------- | ------ | ------ |
| 2018 | Gaon Chart Music Awards | Песня года (Июнь) | Победа | [ 17 ] |

| Программа              | Дата              | Прим.  |
| ---------------------- | ----------------- | ------ |
| Show! Music Core (MBC) | 17 июня 2017 года | [ 18 ] |
| Show! Music Core (MBC) | 24 июня 2017 года | [ 19 ] |
| Inkigayo (SBS)         | 18 июня 2017 года | [ 20 ] |
| Inkigayo (SBS)         | 25 июня 2017 года | [ 20 ] |
| Show Champion (MBC M)  | 21 июня 2017 года | [ 21 ] |
| Music Bank (KBS)       | 30 июня 2017 года | [ 22 ] |

## Чарты

### Недельные чарты
| Чарт (2017)                           | Высшая позиция |
| ------------------------------------- | -------------- |
| Япония Billboard Hot 100              | 57             |
| Республика Корея (Gaon Digital Chart) | 1              |
| США Billboard World Chart             | 4              |

### Годовые чарты
| Чарт (2017)                                 | Высшая позиция |
| ------------------------------------------- | -------------- |
| Республика Корея (Gaon Yearly Single Chart) | 16             |

## Продажи
| Страна                      | Продажи   |
| --------------------------- | --------- |
| Республика Корея (цифровые) | 1,476,371 |
| Китай (KuGou)               | 525,000+  |